# 広島県スポーツ振興チャリティゴルフ大会
広島県スポーツ振興チャリティゴルフ大会（ひろしまけん－しんこう－たいかい）は、広島県において青少年のスポーツ育成・発展をめざして行われる、チャリティゴルフ大会。

## 概要
1996年、広島における青少年のスポーツ育成をめざし、広島市出身のプロゴルファー・倉本昌弘、広島東洋カープ（当時）・正田耕三、サンフレッチェ広島（当時）・高木琢也の3人が発起人になって発足。
プロゴルファーやプロ野球・Jリーグの選手関係者のみならず、競艇・競輪などの広島ゆかりのスポーツ選手やアマチュアゴルファーが参加し、個人成績で順位を競う。優勝はプロゴルファー部門と一般部門とあり、特別賞としてドラコン賞・ニアピン賞が用意されている。
前夜祭にはトークショーやチャリティオークションが行われ、オークションの一部はインターネットオークションに出品されている。
第24回大会からマリモの冠大会となり、下記のテレビ放送でも筆頭スポンサーとなっていた。
この大会でえた協賛金・寄付金は広島スポーツ振興財団に寄付され、若手スポーツ選手育成のために使われる。また大会の模様は正月明けにダイジェスト版としてテレビ新広島で放送されている。
2020年・2021年は新型コロナウイルスの感染拡大により大会が中止となったことから、少人数のゲストによるスペシャルゴルフなどで構成した「特別編」として放送した他、チャリティーオークションはヤフオク!への出品という形式で行われた。